# Behandlingsskolerne
 Denne artikel bør gennemlæses af en person med fagkendskab for at sikre den faglige korrekthed.

Behandlingsskolerne i København er en række behandlings- og uddannelsestilbud for børn og unge med psykiske diagnoser.
Organisationen består af i alt ti dagskoler fra 0.-10. klasse, to weekendaflastninger, fire STU-ungdomsuddannelser for unge i alderen 16-25 år samt et behandlingscenter, som alle skolerne kan trække på.
Hovedkontoret ligger i Vanløse og dagskolerne i Vanløse, København S og Tølløse. Behandlingscentret er også i Vanløse, mens de fire STU-ungdomsuddannelser ligger i København S og Kvistgård. Behandlingsskolernes to weekendaflastningstilbud ligger som en af dagskolerne i Tølløse.
Behandlingsskolernes syv dagskoler er opdelt i klynger afhængig af de psykiske udfordringer, børnene lider af. Dagskolerne Fyrtårnet, Karlsvognen og Barometeret er for autistiske børn, dagskolerne Pilely Gård, Pilen og Kompasset er for børn med ADHD og dagskolen Polaris er for børn med personlighedsforstyrrelser (se links under 'Eksterne henvisninger'). På samtlige af dagskolerne tilrettelægges al behandling, undervisning og pædagogik med afsæt i børnenes psykiske udfordringer.

## Behandlingsformer
De børn og unge, der er indskrevet på Behandlingsskolerne, lider enten af generelle eller specifikke indlæringsvanskeligheder, autisme, ADHD, OCD, Tourettes syndrom eller svære psykiske diagnoser som angst, spiseforstyrrelser og selvskadende adfærd. En del af børnene har tre-fire psykiske diagnoser.
Skolerne gør i høj grad brug af kreative, pædagogiske aktiviteter i deres behandling og undervisning, fx i form af ridning, dykning, teater og natur.
Flere af Behandlingsskolernes tilsynsrapporter fra kommunerne er tilgængelige på internettet. Blandt andet Holbæk Kommunes tilsynsrapport på dagskolen Pilely Gaard fra d. 15. november 2013 og Københavns kommunes tilsynsrapport på dagskolen Fyrtårnet fra d. 3. marts 2014.
Ligeledes er kontrolrapporterne for skolerne tilgængelige.

## Samarbejde
Behandlingsskolerne samarbejder med Københavns Kommune, Frederiksberg Kommune, Egedal Kommune, Rødovre Kommune, Dragør Kommune, Albertslund Kommune, Lyngby-Taarbæk Kommune, Fredensborg Kommune og Holbæk Kommune.
Derudover samarbejder Behandlingsskolerne med New York University Child Study Center,
som er en af de førende forskningsinstitutioner inden for behandling af børn og unge med neuropsykologiske problematikker.

## Projekter
To af dagskolerne, Pilely Gaard og Fyrtårnet, har modtaget litteratur fra organisationen ”Læs for Livet”, der indsamler bøger til at skabe social forandring og give udsatte børn og unge gode oplevelser og muligheder for bedre liv.
Behandlingsskolernes rehabiliteringscenter Tag Fat har deltaget i DR P1 programmet ”Sproglaboratoriet” under temaet ”A som i amygdala og angst”, der omhandler skolens brug af psykoedukation sideløbende med danskundervisningen.